# Jeffrey Hunter
 (janvier 2023).
Si vous disposez d'ouvrages ou d'articles de référence ou si vous connaissez des sites web de qualité traitant du thème abordé ici, merci de compléter l'article en donnant les références utiles à sa vérifiabilité et en les liant à la section « Notes et références ».

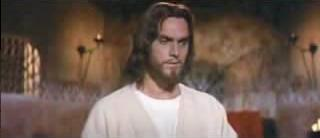
Jeffrey Hunter personnifiant Jésus
dans le film de Nicholas Ray Le Roi des rois

Jeffrey Hunter, de son vrai nom Henry Herman McKinnies Jr, né le 25 novembre 1926 à La Nouvelle-Orléans (Louisiane) et mort le 27 mai 1969 à Los Angeles (Californie), est un acteur et producteur américain. Il est mort d'une hémorragie cérébrale à la suite d'un accident de tournage.

## Biographie
Jeffrey Hunter est le type même du « beau gosse » mal ou insuffisamment exploité par le cinéma hollywoodien des années d'or (1950-1960).
En 1950, alors qu’il est étudiant diplômé en radio à l’université de Californie, il est repéré par des chasseurs de talent et se voit offrir un contrat de deux ans par la 20th Century-Fox, contrat qui est prolongé jusqu’en 1959. Il fait ses débuts à Hollywood dans Quatorze heures (Fourteen Hours), puis tient des rôles plus importants dans Red Skies of Montana (1952) et Marin du roi (Sailor of the King) en 1953.
À vingt-neuf ans, il est aux côtés de John Wayne l'autre rôle principal de La Prisonnière du désert (The Searchers), un chef-d'œuvre du western et le premier des trois longs métrages qu'il a tournés sous la direction de John Ford, les deux autres étant La Dernière Fanfare (The Last Hurrah) en 1958 et Le Sergent noir (Sergeant Rutledge) en 1960.
John Ford recommande ensuite Jeffrey Hunter au metteur en scène Nicholas Ray pour le difficile rôle de Jésus dans le film biblique Le Roi des rois (King of Kings) en 1961 ; son interprétation reçoit un accueil mitigé de la part des critiques. Puis, dans Le Jour le plus long (The Longest Day, 1962), il incarne un soldat (le sergent John Fuller) qui perd la vie en participant à l'assaut des troupes alliées face aux défenses d’Omaha Beach.
Après avoir tenu différents seconds rôles à la télévision vers le milieu des années 1950, Jeffrey Hunter signe un contrat de deux ans avec la Warner Brothers. Il joue dans la série Temple Houston, qui ne connaîtra pas de seconde saison. C’est alors qu'il accepte le rôle principal du premier épisode de Star Trek, The Cage, où il incarne le Capitaine Christopher Pike, commandant du vaisseau Enterprise. Jeffrey Hunter décline la proposition de tourner le second épisode prévu, laissant le commandement de l’Enterprise à William Shatner (Capitaine James T. Kirk) et préfère se tourner vers le cinéma.
Avec la fin du système de contrats instauré par les grands studios, Jeffrey Hunter doit également, comme beaucoup d'autres vedettes, accepter des rôles dans des films de série B produits en Europe, à Hong Kong ou au Mexique.
En novembre 1968, pendant le tournage du film Le Clan des frères Mannata, il est blessé par l'explosion d'une fenêtre de voiture et subit un traumatisme crânien qui le laisse diminué. Le 26 mai 1969, en montant un escalier, il fait une hémorragie cérébrale spontanée, chute et heurte la rampe avec sa tête, ce qui lui provoque une fracture du crâne. Amené d'urgence à l'hôpital, il meurt le lendemain matin des suites de ses blessures.
Jeffrey Hunter a été marié trois fois : avec Barbara Rush en 1950, Joan Bartlett en 1957  et Emily McLaughlin en 1969.

## Filmographie

### Comme acteur
- 1950 : Julius Caesar de David Bradley : Third Plebian
- 1951 : Aventure à Tokyo (Call Me Mister) de Lloyd Bacon : The Kid
- 1951 : 14 Heures (Fourteen Hours) de Henry Hathaway : Danny Klempner
- 1951 : Les Hommes-grenouilles (The Frogmen) de Lloyd Bacon : Pappy Creighton
- 1951 : Le Temps des cerises (Take Care of My Little Girl) de Jean Negulesco : Chad Carnes
- 1952 : Duel dans la forêt (Red Skies of Montana) de Joseph M. Newman : Ed Miller
- 1952 : Six filles cherchent un mari (Belles on Their Toes) de Henry Levin : Dr. Bob Grayson
- 1952 : Prisonniers du marais (Lure of the Wilderness) de Jean Negulesco : Ben Tyler
- 1952 : Un grand séducteur (Dreamboat) : Bill Ainslee
- 1953 : Marin du roi (Sailor of the King) : le signaleur Andrew « Canada » Brown
- 1954 : Three Young Texans : Johnny Colt
- 1954 : La Princesse du Nil (Princess of the Nile) : Prince Haidi
- 1955 : La Plume blanche (White feather) : Little Dog
- 1955 : Sept Hommes en colère (Seven Angry Men) de Charles Marquis Warren : Owen Brown
- 1955 : Le Secret des sept cités (Seven Cities of Gold) : Matuwir
- 1956 : Baiser mortel (A Kiss Before Dying), de Gerd Oswald : Gordon Grant
- 1956 : La Prisonnière du désert (The Searchers) : Martin Pawley
- 1956 : Le Shérif (The Proud Ones) : Thad Anderson
- 1956 : L'Infernale Poursuite (The Great Locomotive Chase) : William A. Fuller
- 1956 : Un baiser avant de mourir (A Kiss Before Dying) de James Dearden : Gordon Grant
- 1957 : Frères ennemis (Gun for a Coward) : Bless Keough
- 1957 : Jesse James, le brigand bien-aimé (The True story of Jesse James) de Nicholas Ray : Frank James
- 1957 : Le Chemin de l'or (The Way to the Gold) de  	Robert D. Webb : Joe Mundy
- 1957 : Les Sensuels (No Down Payment) : David Martin
- 1957 : Une arme pour un lâche (Gun for a Coward) : Bless Keough
- 1958 : Count Five and Die : Captain Bill Ranson
- 1958 : La Dernière Fanfare (The Last Hurrah) de John Ford : Adam Caulfield
- 1958 : Le Temps de la peur (In Love and War) : Nico Kantaylis
- 1960 : Destiny, West! (TV) : John Charles Fremont
- 1960 : Le Sergent noir (Sergeant Rutledge) : Lt. Tom Cantrell (du conseil de défense)
- 1960 : Saipan (Hell to Eternity) : Guy Gabaldon
- 1960 : Key Witness (en) : Fred Morrow
- 1961 : L'étau se resserre (Man-Trap) d'Edmond O'Brien : Matt Jameson
- 1961 : Le Roi des rois (King of Kings) : Jésus
- 1962 : L'Aigle de Guam (No Man Is an Island) : George R. Tweed
- 1962 : Le Jour le plus long (The Longest Day) : Sgt. (later Lt.) John H. Fuller
- 1963 : L'Or des Césars (Oro per i Cesari) : Lacer
- 1963 : Temple Houston (série TV) : Temple Houston (unknown episodes)
- 1963 : The Man from Galveston : Timothy Higgins
- 1965 : La Cage (épisode télévisé pilote de Star Trek) et La Ménagerie (1966)
- 1965 : Murieta (Joaquín Murrieta) de George Sherman : Joaquin Murietta
- 1965 : La Case de l'oncle Tom (Onkel Toms Hütte) : voix off (dans la version anglaise)
- 1965 : Brainstorm : Jim Grayam
- 1966 : Strange Portrait
- 1966 : Dimension 5 : Justin Power
- 1967 : A Witch Without a Broom : Garver Logan
- 1967 : Petit guide pour mari volage (A Guide for the Married Man) de Gene Kelly : Technical Adviser (Mountain Climber)
- 1967 : The Christmas Kid : Joe Novak
- 1967 : Custer, l'homme de l'ouest (Custer of the West) : Capt. Benteen
- 1968 : La Marine en folie (The Private Navy of Sgt. O'Farrell) : Lt. (j.g.) Lyman P. Jones
- 1968 : Ringo cherche une place pour mourir (Joe... cercati un posto per morire!) : Joe Collins
- 1968 : Oui à l'amour, non à la guerre (Frau Wirtin hat auch einen Grafen) : le comte Enrico
- 1969 : Le Clan des frères Mannata (¡Viva América!) : Frank Mannata
- 1969 : Super Colt 38 : Billy Hayes

### Comme producteur
- 1955 : The Living Swamp
- 1959 : La Ciudad sagrada